# ГЕС Наньшуй
ГЕС Наньшуй (南水水电站) — гідроелектростанція на півдні Китаю у провінції Гуандун. Використовує ресурс із річки Nánshuǐhé, правої притоки Бейцзян (одна зі складових річкової системи  Чжуцзян, яка завершується у Південно-Китайському морі між Гуанчжоу та Гонконгом).
В межах проекту річку перекрили кам’яно-накидною греблею висотою 81 метр, довжиною 215 метрів та шириною по гребеню 6 метрів, яка потребувала 1,7 млн м3 матеріалу. Вона утримує водосховище з об’ємом 1050 млн м3 (корисний об’єм 710 млн м3) та припустимим коливанням рівня поверхні у операційному режимі між позначками 197 та 220 метрів НРМ (під час повені рівень може зростати до 225,9 метра НРМ, а об’єм – до 1284 млн м3).
Зі сховища через правобережний гірський масив прокладено дериваційний тунель довжиною 4 км з діаметром 5,5 метрів. Він транспортує воду до підземного машинного залу розмірами 47х15 метірв при висоті 19 метрів. Тут встановили три турбіни потужністю по 25 МВт, які використовували напір у 107 метрів та забезпечували виробництво 292 млн кВт-год електроенергії на рік. В подальшому станцію модернізували до загальної потужності у 102 МВт – два гідроагрегати по 34,8 МВт та один з показником 32,4 МВт. 
Відпрацьована вода повертається у річку по тунелю довжиною 0,12 км.